# Маккаллум, Скотт
Скотт Маккаллум (англ. Scott McCallum; род. 2 мая 1950, Фон-дю-Лак, Висконсин) — американский политик-республиканец, губернатор штата Висконсин с 2001 по 2003 год.

## Биография
Маккаллум родился старшим из четырёх детей в семье. Его отец работал сборщиком в производственной компании Giddings & Lewis Manufacturing Company и перевозчиком писем, а мать была домохозяйкой и кассиром в банке. В 1972 году окончил Колледж Макалестера в Сент-Поле, где изучал экономику и политологию. Он учился в Университете Джонса Хопкинса в Балтиморе, который окончил в 1974 году со степенью магистра в области международной экономики. В середине 1970-х годов основал компанию по недвижимости.
Работал помощником конгрессмена Уильяма Стайгера. В 1976 году Маккаллум был избран в сенат Висконсина, где работал до 1986 года. Был кандидатом в Сенат США от Республиканской партии в 1982 году, но проиграл выборы демократу Уильяму Проксмайру (64 против 34 процентов). В 1986 году Маккаллум стал заместителем губернатора Томми Томпсона.
В марте 2013 года журнал «Government Technology» назвал Маккаллума одним из «25 лучших деятелей, мечтателей и лидеров» в области технологий США. Маккаллум также получил награду 21st Century Achievement Award от Computerworld, награду Distinguished Citizen Award от Macalester College и премию Ernst and Young Entrepreneur of the Year. 
В настоящее время является адъюнкт-профессором по связям с общественностью в Школе общественных дел Ла Фоллетта Университета Висконсин-Мэдисон и Университете Висконсин-Милуоки.

## Семья
Женат на Лори МакКаллум; у них трое детей.